# Casa de graça e favor
As residências de Graça e Favor (em inglês, Grace and favour) são casas ou apartamentos pertencentes ao soberano britânico que são oferecidas a pessoas gratuitamente, como gratitude por seus serviços passados. No momento, são concedidas a políticos antigos.